# Finally (canción)
«Finally» (traducido como «Finalmente») es el primer sencillo de 1991 del músico estadounidense CeCe Peniston de su álbum debut, Finally. La canción se convirtió en la primera (y más exitosa) canción de éxito de Peniston, alcanzando el número cinco en el Billboard Hot 100 de Estados Unidos en enero de 1992 y convirtiéndose en su único éxito entre los diez primeros de Estados Unidos hasta la fecha. Antes de eso, la pista fue un gran éxito en las listas de baile de EE. UU., Donde pasó dos semanas en el número uno a fines de 1991. Además, un remix de baile de la canción alcanzó el número dos en el UK Singles Chart. El remix apareció en muchas compilaciones de música dance a principios de los 90. 

## Historia
Peniston creció en Phoenix y comenzó a escribir canciones pop durante la escuela. Las palabras de «Finally" supuestamente fueron escritas durante una clase de química, mientras pensaban tener una cita cuando estuviese en la universidad. En 1989 y 1990 ganó el concurso Miss Black Arizona, y ganó el concurso Miss Galaxy poco tiempo después. 
Su carrera musical comenzó en enero de 1991, cuando Felipe "DJ Wax Dawg" Delgado, su amiga y productora discográfica con sede también en Phoenix, le pidió a Peniston que grabase voces de respaldo para Tonya Davis, una rapera conocida como Overweight Pooch. Aunque el álbum de Pooch fracasó en el mercado, Manny Lehman ( DJ y productor ejecutivo ) había notado la voz de Peniston. Le ofreció a Delgado la oportunidad de producir una canción para que Peniston cultive su potencial como solista. Delgado llamó al productor musical Rodney K. Jackson para ayudar a coproducir el sencillo de Peniston, que se convertiría en «Finally".

### Lanzamiento
Peniston tenía 21 años cuando se publicó «Finally". La canción fue lanzada en el otoño de 1991, donde se convirtió en un himno de baile instantáneo, alcanzando su punto máximo en octubre en la cima de la lista de éxitos Billboard Hot Dance Music/Club Play durante dos semanas, mientras lograba un éxito respetable en el extranjero el año siguiente. La canción fue relanzada en el Reino Unido, donde alcanzó el número 2, y también llegó al número 8 en Australia y Nueva Zelanda. En Europa, la canción alcanzó el número 3 en Bélgica y el número 5 en los Países Bajos e Irlanda. Tras el éxito del sencillo, Peniston completó su primer álbum, Finally, en dos meses. El álbum fue aclamado por la crítica, y Peniston celebró una serie de premios de un año, incluido el Premio Billboard al Mejor Artista Nuevo (danza) y tres premios ASCAP entre muchos otros. La canción «Finally" ha vendido más de 3 millones de copias hasta la fecha. 
Cuando se le preguntó sobre «Finally" en una entrevista de 2012, Peniston dijo: 

It was actually a poem that I had turned into a song, and it was the very first song that I had written. I was doing backup for someone else, and they asked if I had something else and I was like yeah, something I’ve written, and I didn’t know if they’d like it. You know, you don’t really understand your gifts at that point, so when he said I have a hit, I was just like okay. At the time I didn’t understand what it means to have a number one song, I really had no idea. They said you have a hit on your hands and you’re going to have to go to Europe. All of a sudden I was traveling the world, one show turned into two, that little girl from Arizona was going everywhere! You know, I had been here and there, a couple of trips, but nothing at all like this. It was overwhelming.
En realidad, era un poema que había convertido en una canción, y fue la primera canción que escribí. Estaba haciendo una copia de seguridad para otra persona, y me preguntaron si tenía algo más y pensé, sí, algo que he escrito, y no sabía si les gustaría. Sabes, realmente no entiendes tus dones en ese momento, así que cuando dijo que tenía un éxito, estaba como bien. En ese momento no entendía lo que significa tener una canción número uno, realmente no tenía idea. Dijeron que tienes un golpe en las manos y que tendrás que ir a Europa. De repente, estaba viajando por el mundo, un espectáculo se convirtió en dos, ¡esa niña de Arizona iba a todas partes! Sabes, había estado aquí y allá, un par de viajes, pero nada como esto. Fue abrumador.

Las nuevas versiones de «Finally» se lanzaron en 1997 y 2011. 

## Composición
El remix de esta canción está basado en el riff de piano del clásico de música house «Someday» de CeCe Rogers de 1987. La canción se interpreta en la clave de B menor con un tempo de 120 latidos por minuto, siguiendo una progresión de acordes de G (9) - G / A - Bm, y la voz de Peniston se extiende de B 3 a D 5.

## Recepción de la crítica
Billboard escribió sobre la canción:

"Peniston proves her potential as a future diva on this brain-embedding, spine-stirring house anthem. Assorted remixes by David Morales wisely keep the focus on her enigmatic vocals and have the muscle to knock down doors at club, urban, and top 40 levels. Very deep."
"Peniston demuestra su potencial como una futura diva en este himno house que revuelve el cerebro y la columna vertebral. Las variadas remezclas de David Morales mantienen sabiamente el foco en su voz enigmática y tienen el músculo para derribar puertas en los niveles de club, urbano y top 40. Muy profundo ".

Dave Sholin, del Gavin Report, comentó:

"I had a preview of this song back in July and have been in love with it ever since! Hailing from Phoenix, Arizona, Ce Ce penned this bright and infectious debut release that's already top thirty at HOT 97 New York, WIOQ/FM Philadelphia, KKFR Phoenix and KMEL San Francisco."
"¡Tuve una vista previa de esta canción en julio y he estado enamorado de ella desde entonces! Proveniente de Phoenix, Arizona, CeCe escribió este lanzamiento debut brillante e infeccioso que ya está entre los treinta primeros en HOT 97 New York, WIOQ / FM Philadelphia, KKFR Phoenix y KMEL San Francisco ".

Music &amp; Media escribió:

"This newcomer gives further evidence that dance is still developing into a more song-oriented direction. The violins give the tune the ambiance of Backstabbers by the O'Jays."
"Esta recién llegada da más evidencia de que el baile todavía se está desarrollando en una dirección más orientada a la canción. Los violines le dan a la melodía el ambiente de Backstabbers de los O'Jays ".

## Vídeo musical
El videoclip de «Finally» fue dirigido por Claude Borenzweig. Es muy simple, mostrando a Peniston interpretando la canción en una variedad de formas y colores, a veces con un chico bailando.

## Impacto y legado
DJ Magazine ubicó «Finally" en el número 64 en su lista de Top 100 Club Tunes en 1998.
VH1 la colocó en el número 29 en su lista de las 100 mejores canciones de baile en 2000.
MTV Dance la puso en el número 28 en su lista de The 100 Biggest '90s Dance Anthems Of All Time en noviembre de 2011.
Heart TV clasificó la canción número 3 en su lista de 55 Biggest '90s Club Classics en marzo de 2017.
BuzzFeed incluyó la canción en " The 101 Greatest Dance Songs Of the '90s " en el número 1 en 2017. Ellos escribieron:  

"When it comes to ‘90s dance songs you’d be hard-pressed to find another song that so perfectly incorporates other music genres that made the decade so great — i.e., R&B, house, and pop — which is what makes “Finally” the quintessential ‘90s dance song."
"Cuando se trata de canciones de baile de los 90, sería difícil encontrar otra canción que incorpore perfectamente otros géneros musicales que hicieron que la década fuera tan grandiosa, es decir, R&B, house y pop, que es lo que hace «Finally" la canción de baile por excelencia de los 90 ".

## Listas de éxitos y certificaciones

### Listas de fin de año
| Lista (1991)                           | Posición más alta |
| -------------------------------------- | ----------------- |
| Estados Unidos (Hot Dance Club Songs)  | 1                 |
| Reino Unido (UK Singles Chart)         | 2                 |
| Lista (1992)                           | Posición más alta |
| Australia (ARIA)                       | 8                 |
| Austria (Ö3 Austria Top 40)            | 9                 |
| Bélgica (Flandes) (Ultratop 50)        | 3                 |
| Europe (European Hot 100 Singles)      | 7                 |
| Francia (SNEP)                         | 39                |
| Alemania (Media Control AG)            | 16                |
| Países Bajos (Dutch Top 40)            | 6                 |
| Países Bajos (Mega Single Top 100)     | 5                 |
| Nueva Zelanda (Recorded Music NZ)      | 8                 |
| Suiza (Schweizer Hitparade)            | 12                |
| Reino Unido (UK Singles Chart)         | 2                 |
| Estados Unidos (Billboard Hot 100)     | 5                 |
| Estados Unidos (Hot R&B/Hip-Hop Songs) | 26                |

| Lista (1991)                     | Posición |
| -------------------------------- | -------- |
| Canada Dance/Urban (RPM)         | 14       |
| Lista (1992)                     | Posición |
| Australia (ARIA)                 | 99       |
| Belgium (Ultratop 50 Flanders)   | 49       |
| Germany (Official German Charts) | 81       |
| Netherlands (Dutch Top 40)       | 34       |
| US Billboard Hot 100             | 20       |

## Premios y nominaciones
| Año  | Premio                          | Resultado |
| ---- | ------------------------------- | --------- |
| 1992 | Song of the Year                |           |
| 1992 | Pop Songwriter of the Year      |           |
| 1992 | Most Performed Song of the Year |           |

| Año  | Premio                                | Resultado |
| ---- | ------------------------------------- | --------- |
| 1992 | Best Director – Dance (C. Borenzweig) |           |
| 1992 | Best New Artist – Dance               |           |
| 1992 | Best Female Artist – Dance            |           |

| Year | Award                      | Result |
| ---- | -------------------------- | ------ |
| 1993 | Urban Award of Achievement |        |

| Year | Award                    | Result |
| ---- | ------------------------ | ------ |
| 2000 | 100 Greatest Dance Songs |        |

| Year | Award                    | Result |
| ---- | ------------------------ | ------ |
| 1992 | Best New Dance Artist    |        |
| 1992 | Best Dance Artist – Solo |        |
| 1992 | Best 12" Dance Record    |        |

## Samples
- En 1996 Mariah Carey sampleó «Finally" en la canción "Daydream Interlude".
- En 2000, Ham & DNA lo hizo en la canción "About U".
- En 2003, Girl Talk la utilizó en la canción "Touch 2 Feel".
- En 2012, DJ Earl la sampleo en la canción "Tru Love".
- En 2013 Figgy lo hizo en la canción "Can't Hide".
- En 2015, Mr. Belt & Wezol usaron un sample en su canción «Finally".
- En 2016 DJ Mustard feat. Travi $ Scott utilizaron la música de «Finally" en la canción "Whole Lotta Lovin '".

## Reediciones

### Finally 1997
En 1997, «Finally" fue remezclada por Eric Kupper para mejorar las ventas en el extranjero del álbum de Peniston Finally, que fue relanzado en Europa y Japón junto con la colección The Best Of CeCe Peniston. 
La nueva versión remezclada de la canción titulada "Classic Funk Mix" (también conocido como "Finally '97") volvió a entrar con éxito en las listas británicas, alcanzando su punto máximo el 13 de septiembre en el número 26 en la lista de sencillos del Reino Unido, significa que Peniston tenía tres entradas en la lista con el mismo título (en marzo de 92, en septiembre de 97).

### Finally 2008
En el verano de 2008, la canción fue remezclada por Kam Denny, un DJ y productor australiano, y Paul Zala, un DJ electrohouse con sede en Melbourne. Subtitulado como "Kam Denny & Paul Zala Remix", o más bien "Vandalism Remix", el sencillo promocional fue lanzado en Australia en Bimbo Rock, un sello local de indie dance / electro formado por TV Rock. La nueva adaptación ganó popularidad en la música house underground e ingresó a la lista local de pistas del club, manteniéndose durante cuatro semanas en el número uno.  

### Finally 2011
En el vigésimo aniversario de «Finally", Peniston realizó una serie de remixes adicionales de la canción para Paul Oakenfold, con Joyriders, y también con el apoyo de un vídeo musical. Originalmente, la canción se adjuntaría a su álbum de estudio cancelado titulado CeCe.

## En la cultura popular
La canción aparece en la película de 1998 Bimboland producida por Ariel Zeitoun. El Choice Mix de 7 pulgadas se usó en la película de 1994 The Adventures of Priscilla, Queen of the Desert y apareció en su álbum de la banda sonora. La canción también aparece en el escenario musical basado en la película.   
Para su novena gira Showgirl: The Homecoming Tour que se reanudó el 11 de noviembre de 2006 en el Sydney Entertainment Center (finalizó el 23 de enero de 2007), Kylie Minogue usó elementos de la canción de Peniston cuando realizó su sencillo de regreso en el 2000 " Spinning Around ", coescrito por Paula Abdul.
En noviembre de 2009, Lady Gaga utilizó extractos de «Finally" para la apertura de The Monster Ball Tour en su canción "Dance in the Dark".   
En julio de 2014, el cantante británico Matt Fishel incluyó una versión de la canción en su EP virtual Cover Boy. El video adjunto ganó la categoría de Mejor Video Lírico en el Premio RightOutTV Music & Video basado en LGBT 2014.
La canción también se usó en un anuncio del detergente Ariel en Filipinas, junto con letras modificadas para promocionar el producto. Desde entonces, el comercial ha generado numerosas parodias burlándose de la naturaleza campy del comercial y la canción utilizada, con numerosas personas y personajes de ficción que sincronizan los labios con la melodía.
La canción fue utilizada como una canción de lip-sync durante la novena temporada de RuPaul's Drag Race. En el séptimo episodio, los concursantes Nina Bo'nina Brown y Aja tuvieron que sincronizar los labios para evitar la eliminación.